# Преображение Господне
Преображе́ние Госпо́дне (греч. Μεταμόρφωσις τοῦ Κυρίου καὶ Θεοῦ καὶ Σωτῆρος ἡμῶν Ἰησοῦ Χριστοῦ — Преображение Господа Бога и Спаса нашего Иисуса Христа) — описанное в Евангелиях явление Божественного величия и славы Иисуса Христа перед тремя ближайшими учениками во время молитвы на горе; праздник христианской церкви. Об этом событии сообщают все евангелисты, кроме Иоанна (Мф. 17:1–6, Мк. 9:1–8, Лк. 9:28–36).
Православные церкви, использующие юлианский календарь, в том числе Русская православная церковь, празднуют Преображение Господне 6 (19) августа, использующие новоюлианский календарь — 6 августа. В Католической церкви празднуется 6 августа. В Армянской апостольской церкви праздник является переходящим от 28 июня до 1 августа. В Православной церкви входит в число двунадесятых праздников.
В русской народной традиции называется также Яблочный Спас или Второй Спас.

## Событие Преображения

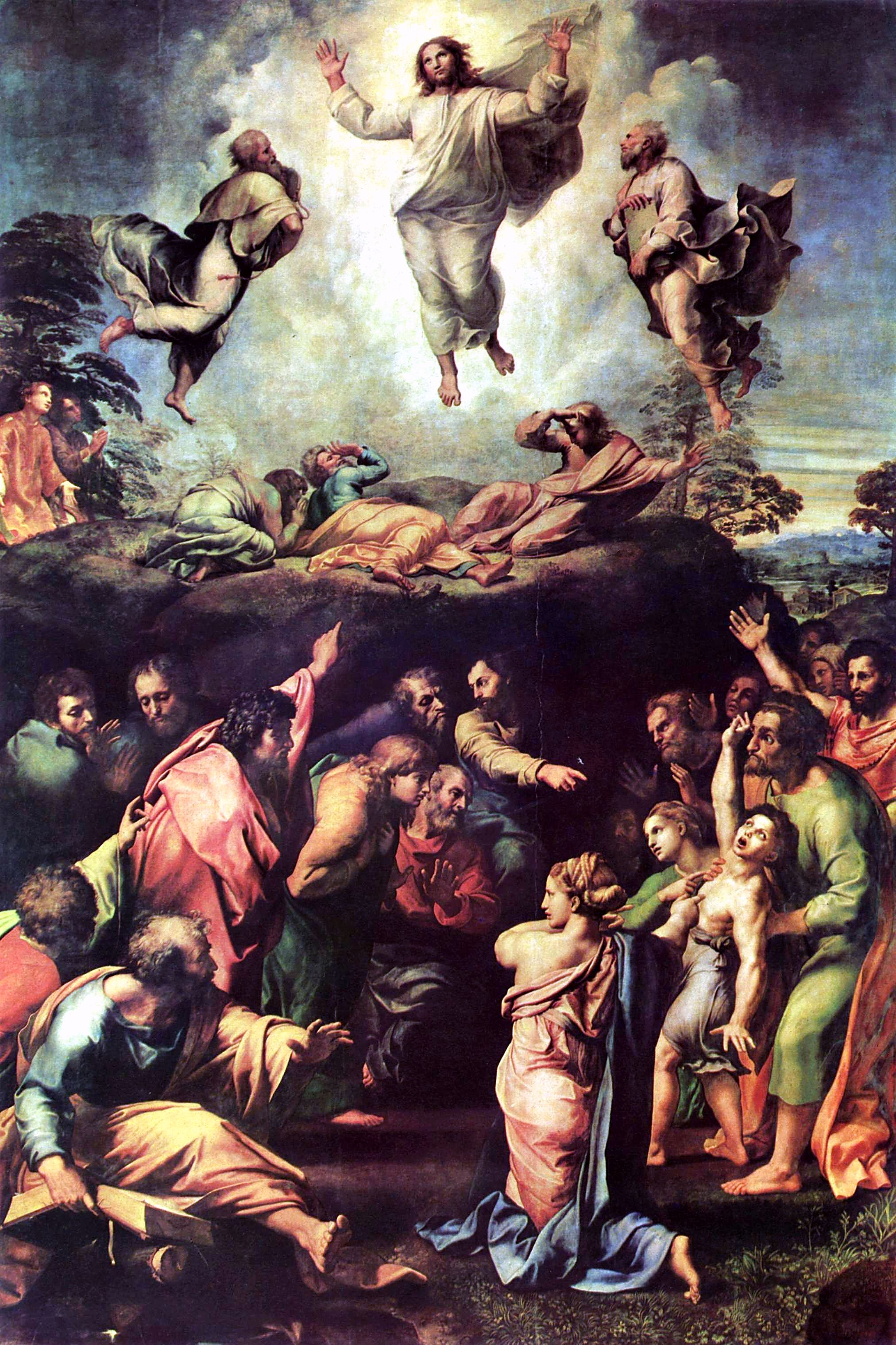
Преображение
(Рафаэль, 1519—1520, Пинакотека, Ватикан)

Преображение описано в каждом из синоптических Евангелий, причём описания эти очень похожи.
Евангелия повествуют, что Иисус пророчески произнёс: «...истинно говорю вам: есть некоторые из стоящих здесь, которые не вкусят смерти, как уже увидят Царствие Божие, пришедшее в силе» (Мк. 9:1), а спустя шесть дней взял троих ближайших учеников: Петра, Иакова и Иоанна, и поднялся вместе с ними на гору помолиться. Там во время молитвы Он «преобразился пред ними: и просияло лице Его, как солнце, одежды же Его сделались белыми, как свет» (Мф. 17:2). При этом явились два ветхозаветных пророка — Моисей и Илия, которые беседовали с Иисусом «об исходе Его, который Ему надлежало совершить в Иерусалиме» (Лк. 9:31). Увидев это, восхищённый Пётр сказал: «Равви! хорошо нам здесь быть; сделаем три кущи: Тебе одну, Моисею одну, и одну Илии» (Мк. 9:5). После этих слов явилось облако, осенившее всех, и ученики услышали из облака голос:

Сей есть Сын Мой возлюбленный, в Котором Моё благоволение; Его слушайте
— Мф. 17:5
Спускаясь с горы, Иисус запретил ученикам говорить об увиденном ими, «доколе Сын Человеческий не воскреснет из мёртвых» (Мк. 9:9).

### Богословское толкование
Преображение есть явление Сына, при котором Отец свидетельствует гласом из светлого облака Святого Духа, то есть откровение всех Лиц Святой Троицы. Преображение показывает, что в Иисусе Христе соединены два естества — божественное и человеческое. Во время Преображения божественная природа Христа не менялась, но была лишь явлена в Его человеческой природе. По словам Иоанна Златоуста, оно произошло, «дабы показать нам будущее преображение естества нашего и будущее Своё пришествие на облаках во славе с ангелами».
Символичным является и явление Моисея и Илии. По выражению Иоанна Златоуста, «один умерший и другой, ещё не испытавший смерти», предстали для того, чтобы показать, что «Христос имеет власть над жизнью и смертью, владычествует над небом и землёй».

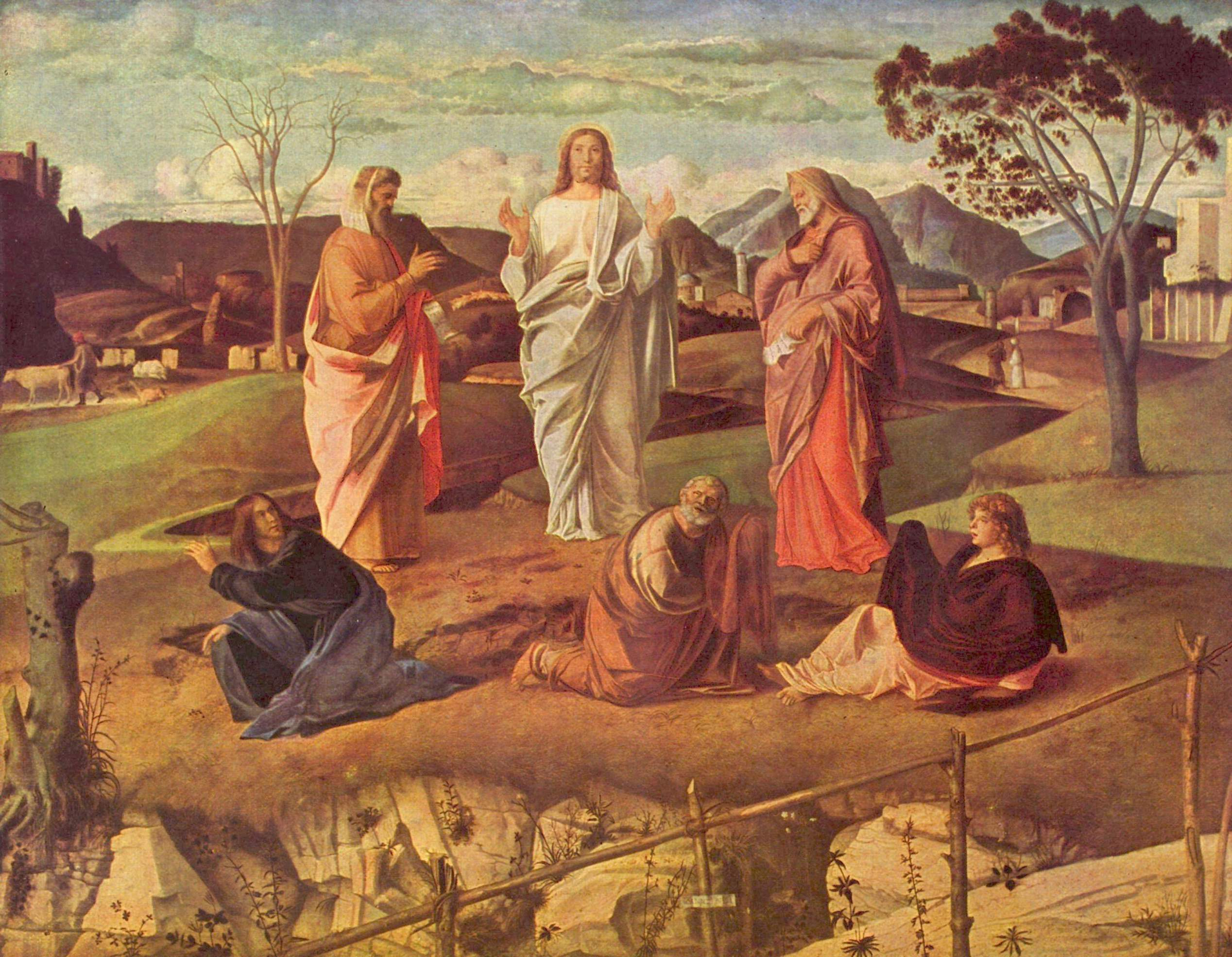
Преображение
(Джованни Беллини, 1480—1485).

Радовались Пророки, ибо узрели здесь Его человечество, которого прежде не видели. Радовались и Апостолы, ибо узрели здесь славу Его Божества, которого прежде не разумели, и услышали глас Отца, свидетельствующий о Сыне... Тройственное было здесь свидетельство: глас Отца, Моисей и Илия. Они предстояли пред Господом, как служители, и смотрели друг на друга, — Пророки на Апостолов, и Апостолы на Пророков, святой Моисей видел освещенного Симона — Петра, домоправитель, поставленный Отцем, взирал на домоправителя, поставленного Сыном; Ветхозаветный девственник Илия видел новозаветного девственника Иоанна; тот, кто вознесся на огненной колеснице, взирал на того, кто возлежал на пламенных персях Христовых. Таким образом, гора представляла собой Церковь, потому что Иисус соединил на ней два завета, принятых Церковью, и показал нам, что Он есть Податель обоих.
— Ефрем Сирин
Ряд богословов (Косма Маюмский, Иустин Попович) считают, что при Преображении было преображено и всё человеческое естество, так как Бог стал человеком и «преобразил» Божий образ каждого человека, удаляя с него «осадок» первородного греха: «Невыразимо явив на Фаворе неприступный свет, Владыка Христос наполнил тварь радостью и обожил человеков».
Событие Преображения Господня были в центре богослово-философского спора по вопросу об «умной» молитве и Фаворском свете между сторонниками возродившего исихастскую практику Григория Синаита: Григорием Паламой, монахом Давидом, Феофаном Никейским, Николаем Кавасилой и патриархами Калистом и Филофеем — с одной стороны, и Варлаамом Калабрийским, Никифором Григорой, Акиндином — с другой.

## Гора Преображения
Гора, на которой произошло Преображение (Мк. 9:2, Мф. 17:1, Лк. 9:28), евангелистами не названа.

### В Предании церкви

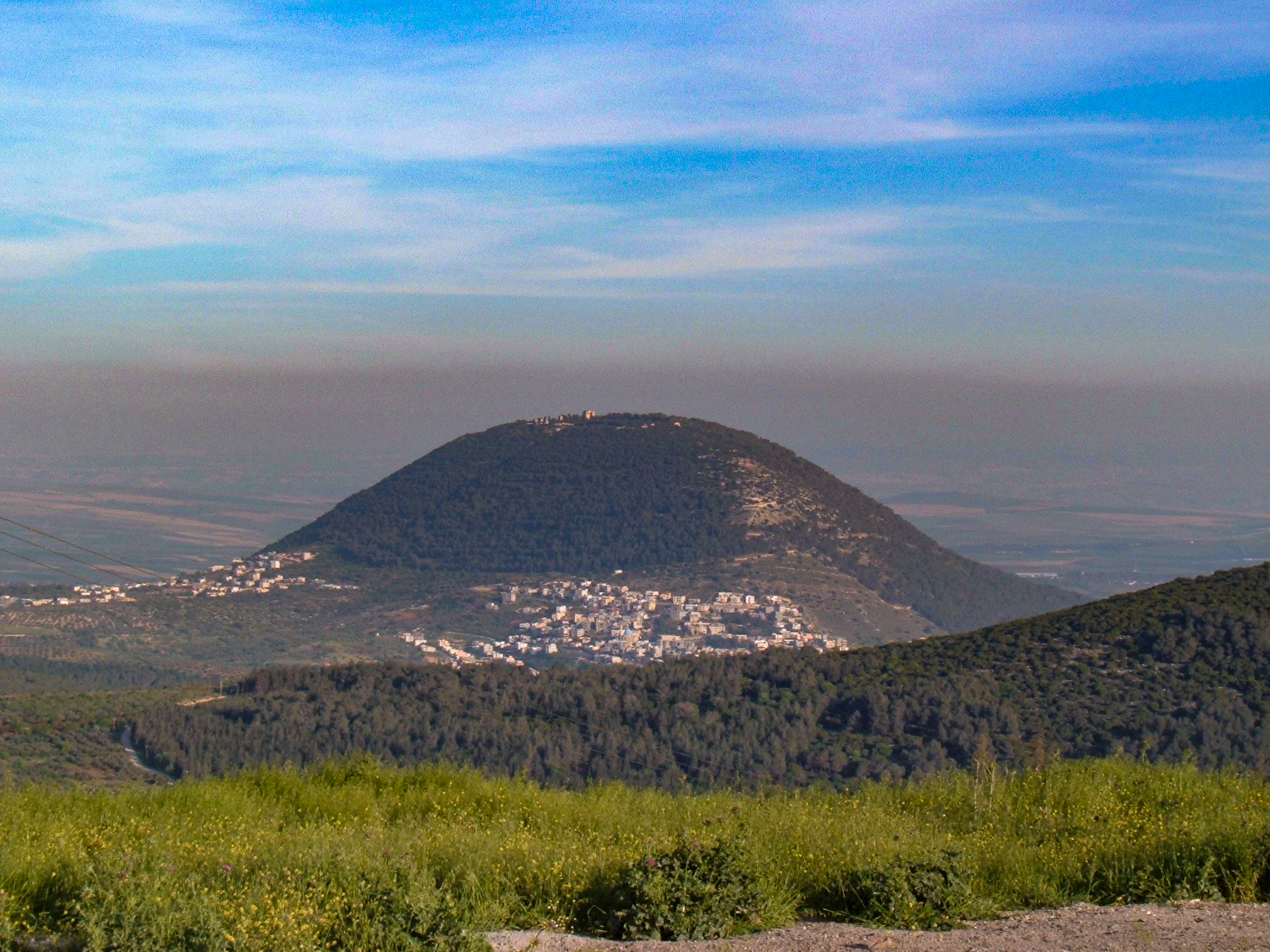
Гора Фавор, вид со стороны Назарета

Церковное Предание единогласно указывает на гору Фавор, находящуюся в Галилее, в 6 км на юго-восток от Назарета. Так, в том, что Преображение Спасителя совершилось на горе Фавор, были убеждены Ориген (III век, «Комментарий на 88-й псалом»), святитель Кирилл Иерусалимский (IV век, «Огласительные поучения»). Святитель Кирилл Иерусалимский пишет в «Огласительных поучениях» о свидетелях Преображения Илие и Моисее:

Мы представим и двух свидетелей, которые на горе Синайской стояли пред Господом. Моисей находился в расселине камня и Илия некогда был также в расселине камня. Они быв на горе Фаворе вместе с преображавшимся Господом глаголаста при учениках исход Его, егоже хотяше скончати во Иерусалиме (Лк. 9, 31). — Святитель Кирилл, Архиепископ Иерусалимский. Огласительное поучение двенадцатое
Святая равноапостольная царица Елена, мать римского императора Константина I Великого, совершила паломничество на Фавор в 326 году. По её указанию на горе Фавор был построен храм во имя Христа и свидетелей Преображения — апостолов Петра, Иакова и Иоанна. После разрушения первого храма греческие епископы долгое время ежегодно совершали литургию на его развалинах.
В 385 году паломничество на Фавор совершил блаженный Иероним, позже он писал о Фаворе, как месте Преображения, в письмах к Марцелле и к Евстохии.

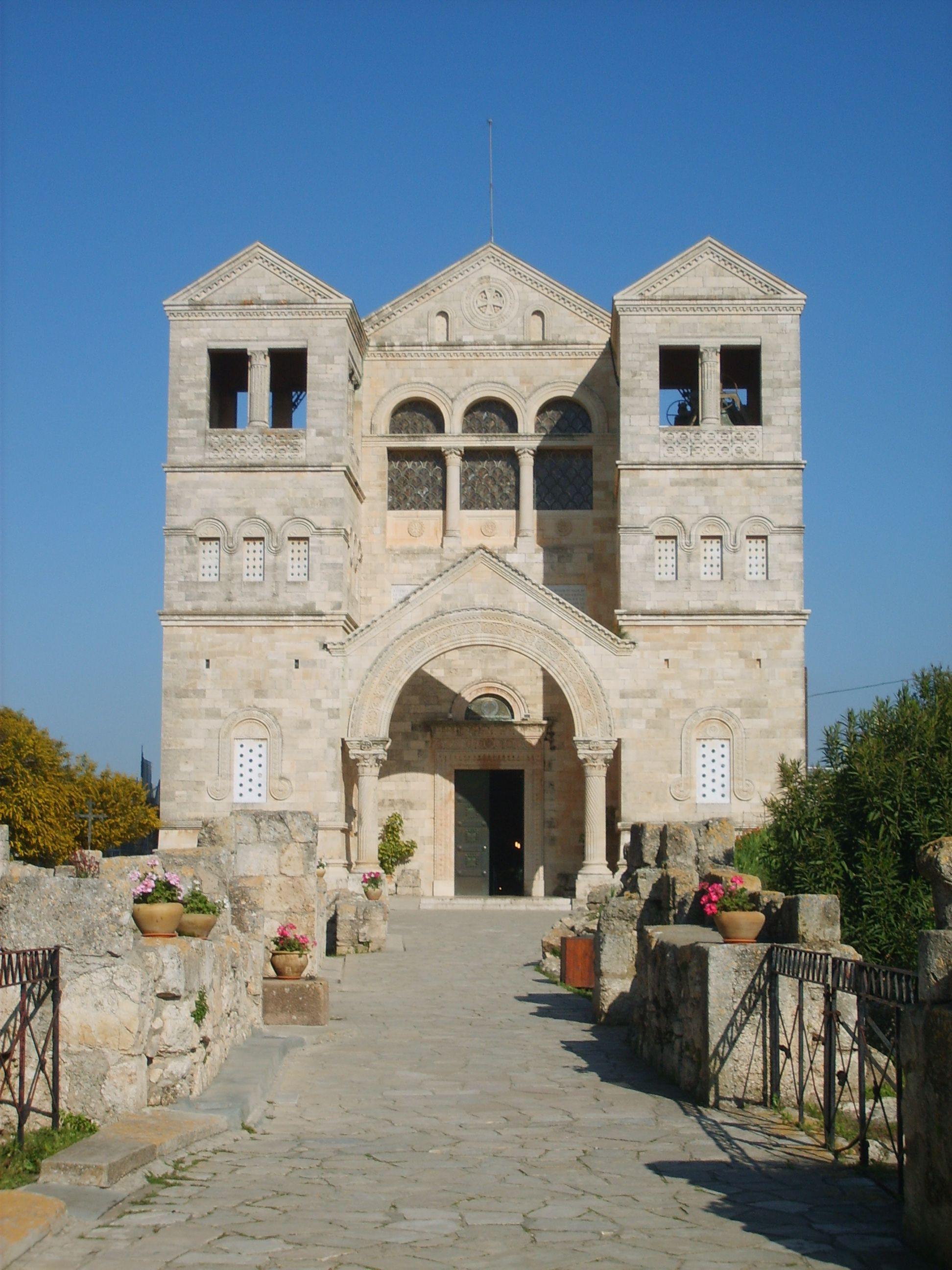
Базилика Преображения Господня на горе Фавор

С VIII века в богослужебном обиходе используется канон празднику Преображения выдающихся песнописцев-богословов — преподобных Иоанна Дамаскина и Космы Маюмского. Считается, что каноны были составлены по поручению священноначалия Иерусалимской церкви, специально для храма Преображения Господня, воздвигнутого на Фаворе во времена императора Юстиниана.

Показав изменение человечества при втором и страшном Твоем пришествии со славою, Ты преобразился на горе Фаворской, и Моисей и Илия беседовали с Тобою. И Ты призвал троих учеников, и (они) поразились, увидев славу Твоего блистания, Владыко. Ты, осиявший их Своим светом, просвети души наши.
— Каноны празднику Преображения Господа Бога и Спаса нашего Иисуса Христа. Седален. Глас 4.
Святые отцы согласно именуют явленный Господом во время Его Преображения Божественный свет — Фаворским светом.
На горе Фавор расположены два действующих монастыря, православный и католический. Православный греческий женский монастырь Преображения Господня основан архимандритом Иринархом в 1844 году. Расположенная на территории монастыря церковь Преображения была освящена патриархом Иерусалимским Кириллом в день Преображения Господня в 1862 году. Францисканский мужской католический монастырь появился в начале XX века, монастырь известен базиликой Преображения Господня, построенной по проекту Антонио Барлуцци.

### В современном богословии
Некоторые (согласно другим авторам — большинство) из современных исследователей называют горой Преображения не Фавор, а один из отрогов горы Ермон.

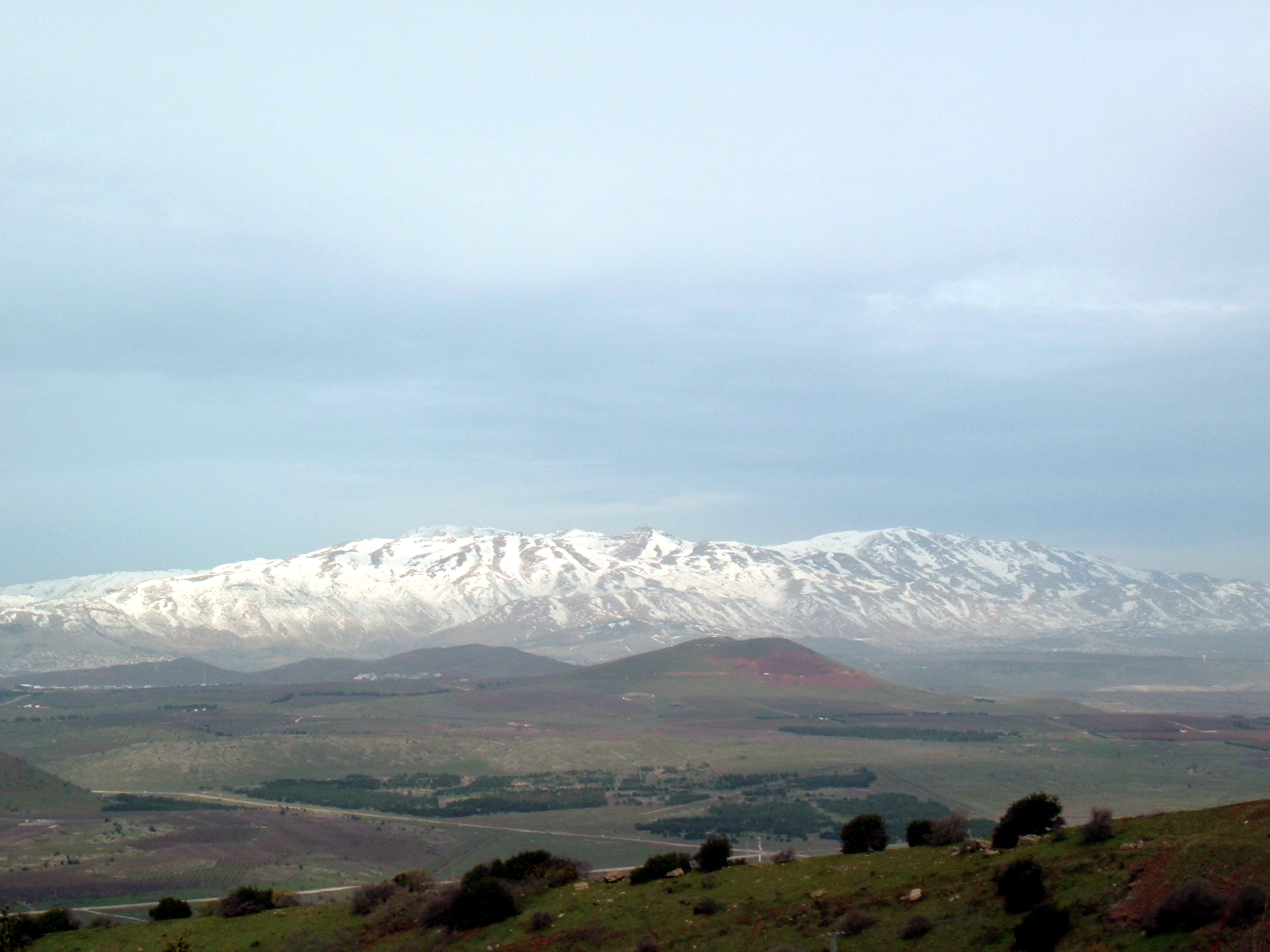
Израильская вершина горы Ермон (вид с горы Бенталь)

В современном богословии в пользу горы Ермон, как горы Преображения, выдвигаются следующие аргументы:

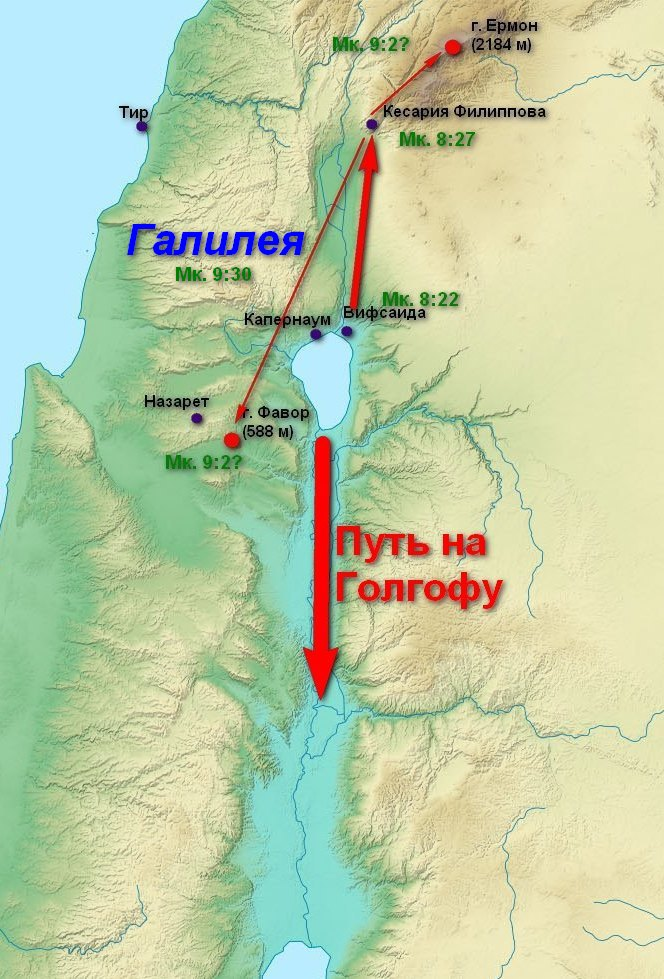
Гора Преображения: Ермон или Фавор?

Во-первых, гора Фавор — не слишком высокая (588 метров над уровнем моря). Сторонники того, что горой Преображения не была гора Фавор считают, что во времена Иисуса её окрестности были густо населены, а на её вершине располагалась крепость. Поэтому она не была подходящим местом для молитвенного уединения.
Во-вторых, хронология предшествующих событий (Мк. 8:22, Мк. 8:27, Мк. 9:2) говорит, что Иисус с учениками двигался из Вифсаиды на север к Ермону, а не на юг, к Фавору.
Кроме того, как известно, Преображение было кульминационным моментом в земном служении Иисуса Христа. Именно с горы Преображения началось Его восхождение на Голгофу. Логично предположить, что путь на Голгофу (на юг) начинался с самой северной точки Израиля (горы Ермон). Согласно Евангелию от Марка (Мк. 9:30), после Преображения Иисус с учениками проходили Галилею, что также говорит в пользу горы Ермон, а не Фавор.
Ещё один, косвенный, аргумент: в Мк. 9:3 упоминается, что в момент Преображения одежды Христа сделались «блистающими, весьма белыми, как снег». Упоминание снега в качестве сравнения может быть случайностью. Однако в случае с горой Ермон (вершина которой в зимнее время, два-три месяца в году покрыта снегом) снег мог быть перед глазами учеников Иисуса в том случае, если Преображение было зимой, а в случае с Фавором — нет.
Это мнение разделял епископ Кассиан (Безобразов), оговаривая, что версия не свободна от возражений. «Но совокупность данных обеспечивает ей несомненные преимущества перед традиционным пониманием», — писал он.

#### Возражения Ермонской версии
В Католической энциклопедии 1913 года сообщалось, что Иосиф Флавий, руководивший строительством укреплений на Фаворе, не упоминает о населённом пункте на горе Фавор, а сообщает лишь, что гора называлась Итаврион. Согласно синоптическим Евангелиям Иисус Христос преобразился спустя 6—8 дней после посещения Кесарии Филипповой, что предполагало длинное путешествие, в то время как гора Ермон находится не слишком далеко от этого города.
В Международной стандартной библейской энциклопедии 1915 года сообщалось, что гора Ермон во времена Иисуса Христа находилась за пределами Палестины, на языческой территории. В этих обстоятельствах непонятно, почему Иисус Христос должен был совершать трудное восхождение на эту гору. Согласно Евангелиям, когда на следующий день Иисус спустился с горы, Его встретила толпа, которая была явно еврейской, на что указывало присутствие в ней книжников (Мк. 9:14, Лк. 9:37), в то время как непонятно, откуда появилась еврейская толпа в языческом регионе.

## Праздник Преображения

### История установления
По преданию, праздник Преображения Господня был установлен в Армении в IV веке святителем Григорием Просветителем и первоначально отмечался лишь на христианском Востоке. Согласно богослову Михаилу Скабаллановичу праздник получил начало во время правления императора Маврикия (582—602 годы) (самые ранние подлинные беседы на этот праздник — святителя Андрея Критского). Распространению и возвышению праздника способствовала светская власть.
Каноны на Преображение, написанные преподобными Иоанном Дамаскиным и Космой Маюмским показывают, что в VIII веке в Палестине этот праздник уже существовал.
Священноинок Симеон в комментарии на Канон Преображения указывает, что сохранился кондак (V—VII веков) на праздник Преображения Господня, созданный неизвестным автором. Заглавный стих и первый икос этого кондака включены в канон Преображения (это 7-е кондак и икос канона). Автор комментария пишет, что имеются сведения, что праздник Преображения, совершаемый 6 августа, был первоначально праздником храма на горе Фавор, куда сходились клир, местные жители и паломники от других храмов и монастырей Иерусалима.
В Константинополе праздник утвердился при императоре Льве Философе около 900 года.
Православная церковь празднует Преображение 6 августа (19 августа), хотя причина выбора именно этой даты остаётся неизвестной. Возможно, это была дата освящения часовни в IV веке на горе Фавор в честь Преображения Господня. На 40-й день после Преображения всегда празднуется Воздвижение Креста Господня.
Церковь приурочила праздник Преображения ко времени окончания сбора винограда в регионах Средиземноморья, чтобы вытеснить из народного обихода языческие торжества в честь Вакха. На праздник была установлена молитва Богу на освящение плодов нового урожая, хотя этот обычай не связан с богословской и исторической основой церковного праздника.
На Западе праздник Преображения начал местно отмечаться по крайней мере с VIII века. В Католической церкви для всеобщего почитания праздник установлен папой Каликстом III в 1457 году в ознаменование победы христианского войска венгерского регента Яноша Хуньяди над турками под Белградом 22 июля 1456 года, что остановило турецкую экспансию в Европу на 70 лет. Известие о победе дошло до Рима 6 августа 1456 года, поэтому на Западе праздник Преображения был перенесён с 14 июля на 6 августа.
В Ассирийской церкви Востока Преображение Господне празднуется 6 августа.
В Армянской апостольской Церкви праздник Преображения празднуется в 7-е воскресенье после Пятидесятницы.

### Празднование

#### В Православной церкви
Преображение Господне принадлежит к числу двунадесятых великих праздников.
Преображение отмечается 6 августа (19 августа). Праздник имеет один день предпразднства и семь дней попразднства. Отдание праздника совершается 13 августа (26 августа). Праздник приходится на Успенский пост.
Вечером накануне дня праздника совершается Всенощное бдение. На Великой Вечерне читаются паремии праздника, совершается лития. На праздничной Утрени совершается полиелей, читаются каноны выдающихся песнописцев-богословов — прп. Иоанна Дамаскина и прп. Космы Маюмского. В день праздника совершается Литургия. Цвет богослужебных одежд в этот праздник — белый, символизирующий в этот день божественный нетварный фаворский свет.
В народной традиции восточных славян Преображение называется Вторым Спасом или Яблочным Спасом. Народное название праздник приобрёл по причине того, что, согласно Типикону (послед. 6 августа), в этот день освящается виноград нового урожая и другие плоды, а там, где его нет, — яблоки, после чего их разрешалось употреблять в пищу. Освящение плодов проводится в конце праздничной Литургии и является выражением дара Богу от благословлённой Им природы.

##### Гимнография
В стихирах на этот праздник воспроизводится внешняя обстановка этого евангельского события (молитва Христа, сон учеников, явление пророков и т. д.), а также поясняется его внутренняя (символичная) сторона — то, что Христос преобразился для того, чтобы уверить учеников в Своём Божестве и показать, что и человек может «облистать светом очерневшее Адамово естество».
|                   | На церковнославянском | На русском | На греческом |
| ----------------- | --- | --- | --- |
| Тропарь праздника | Преѡбрази́лсѧ є҆сѝ на горѣ̀, хрⷭ҇тѐ бж҃е, / показа́вый ᲂу҆ч҃никѡ́мъ твои̑мъ сла́вꙋ твою̀, / ꙗ҆́коже можа́хꙋ: / да возсїѧ́етъ и҆ на́мъ грѣ̑шнымъ / свѣ́тъ тво́й присносꙋ́щный, / моли́твами бцⷣы, / свѣтода́вче, сла́ва тебѣ̀.                             | Ты преобразился на горе, Христос Бог, показавший ученикам Твоим Славу Твою, насколько они могли видеть; да воссияет и нам грешным Свет твой, вечно Существующий, по молитвам Богородицы. Податель Света, слава Тебе! | Μετεμορφώθης ἐν τῷ ὄρει, Χριστὲ ὁ Θεός, δείξας τοῖς Μαθηταῖς σου, τὴν δόξαν σου καθὼς ἠδύναντο· λάμψον καὶ ἡμῖν τοῖς ἁμαρτωλοῖς, τὸ φῶς σου τὸ ἀΐδιον, πρεσβείαις τῆς Θεοτόκου, Φωτοδότα δόξα σοι.                                        |
| Кондак праздника  | На горѣ̀ преѡбрази́лсѧ є҆сѝ, / и҆ ꙗ҆́коже вмѣща́хꙋ ᲂу҆ч҃ницы̀ твоѝ, / сла́вꙋ твою̀, хрⷭ҇тѐ бж҃е, ви́дѣша: / да є҆гда́ тѧ ᲂу҆́зрѧтъ распина́ема, / страда́нїе ᲂу҆́бѡ ᲂу҆разꙋмѣ́ютъ во́льное, / мі́рови же проповѣ́дѧтъ: / ꙗ҆́кѡ ты̀ є҆сѝ вои́стиннꙋ ѻ҆́ч҃ее сїѧ́нїе. | На горе преобразился Ты, и насколько могли ученики Твои, славу Твою, Христос Бог, увидели; чтобы, видя Тебя распинаемого, поняли добровольность страдания, миру же проповедали, что Ты воистину Сияние Отца.         | Ἐπὶ τοῦ ὄρους μετεμορφώθης, καὶ ὡς ἐχώρουν οἱ Μαθηταί σου, τὴν δόξαν σου Χριστὲ ὁ Θεὸς ἐθεάσαντο· ἵνα ὅταν σὲ ἴδωσι σταυρούμενον, τὸ μὲν πάθος νοήσωσιν ἑκούσιον, τῷ δὲ κόσμω κηρύξωσιν, ὅτι σὺ ὑπάρχεις ἀληθῶς, τοῦ Πατρὸς τὸ ἀπαύγασμα. |
| Задостойник       | Ржⷭ҇тво̀ твоѐ нетлѣ́ннѡ ꙗ҆ви́сѧ: / бг҃ъ и҆зъ бокꙋ̀ твоє́ю про́йде, / ꙗ҆́кѡ плотоно́сецъ ꙗ҆ви́сѧ на землѝ, / и҆ съ человѣ́ки поживѐ. / тѧ̀, бцⷣе, тѣ́мъ всѝ велича́емъ.                                                                              | Порождение Твоё нетленно явилось: Бог из чрева Твоего произошёл, как Носитель плоти явился на земле, и с людьми жил. Тебя, Богородица, поэтому все величаем.                                                         | Ὁ τόκος σου ἄφθορος ἐδείχθη, Θεὸς ἐκ λαγόνων σου προῆλθε, σαρκοφόρος, ὃς ὤφθη ἐπὶ γῆς, καὶ τοῖς ἀνθρώποις συνανεστράφη, σὲ Θεοτόκε· διὸ πάντες μεγαλύνομεν.                                                                               |

##### Иконография

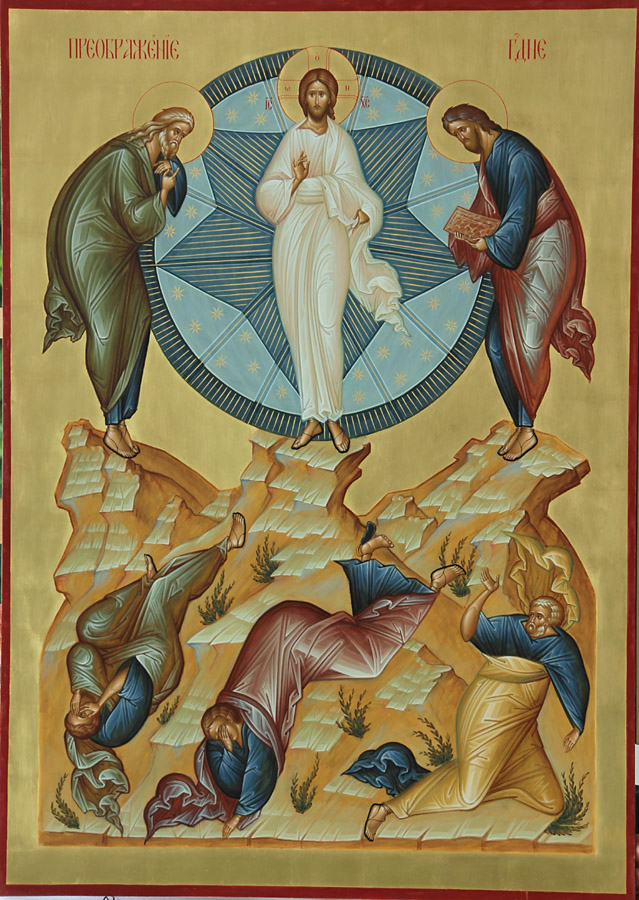
Преображение Господне. Современная икона, иконописная мастерская «Елеон»

Формирование традиционной православной иконографии Преображения Господня завершилось к IX веку. На иконах Христос изображается на вершине скалы, но стоит не на, а над ней — как бы парит в воздухе. По бокам от Него — тоже в воздухе — стоят Моисей и Илия. Под скалой изображены апостолы в очень экспрессивных позах — они закрыли свои лица и лежат на земле, не смея взирать в сторону Учителя, от которого исходит ослепительно яркий неземной свет.
Одежды Иисуса изображаются сияющими белизной, эта особая белизна описана во всех синоптических евангелиях:
и преобразился пред ними: и просияло лице Его, как солнце, одежды же Его сделались белыми, как свет. (Мф. 17:2)
Одежды Его сделались блистающими, весьма белыми, как снег, как на земле белильщик не может выбелить (Мк. 9:3)
И когда молился, вид лица Его изменился, и одежда Его сделалась белою, блистающею (Лк. 9:29)
Вокруг Христа на иконах изображается мандорла — тёмный нимб, на фоне которого Иисус символически изображается как просфора на дискосе во время литургии. Чем ближе пространство мандорлы ко Христу, тем она темнее, а чем от него дальше, тем больше в ней света. Загустевающая ближе к образу Христа темнота на иконах Преображения и Воскресения отражает православное учение о природе Фаворского света. Мандорла в православной иконографии Преображения — это символ того Божественного мрака, в который вошёл Моисей на горе Хорив, о чём писал Григорий Нисский в сочинении «О Жизни Моисея законодателя».
Три острых луча, которые протягиваются от мандорлы к апостолам, символизируют «стрелы Божества», о которых говорится в ирмосе четвёртой песни канона Преображению Господню Иоанна Дамаскина:

Из плоти Твоей исходили стрелы Божества. Поэтому избранные от апостолов и пророков взывали: слава силе Твоей, Господи— Каноны празднику Преображения Господа Бога и Спаса нашего Иисуса Христа. Песнь 4-я 2-го канона. Ирмос.
Моисей и Илия изображаются по обеим сторонам от Христа как сослужащие ему священник и диакон. По толкованию отцов Церкви, Илия, который не умер, но был во плоти взят Господом на небеса, представляет собою мир живых, тогда как Моисей представляет собою мир мёртвых.
Ученики обычно изображаются испуганными увиденным ими преображением Христа и явлением двух пророков. Однако Пётр может иметь радостное выражение лица в соответствии с его евангельскими словами: «Равви! хорошо нам здесь быть».
На некоторых русских иконах по бокам и снизу от основного сюжета размещены дополнительные вставки — как апостолы с Христом восходят на гору, как Христос поднимает упавших от страха учеников, и как они с Учителем сходят с горы.
В более поздних иконах под влиянием католической традиции символизм православных иконописных образов утрачивается, Христос изображается в сиянии света, исходящего от его одежды.

##### Запрет на вкушение винограда

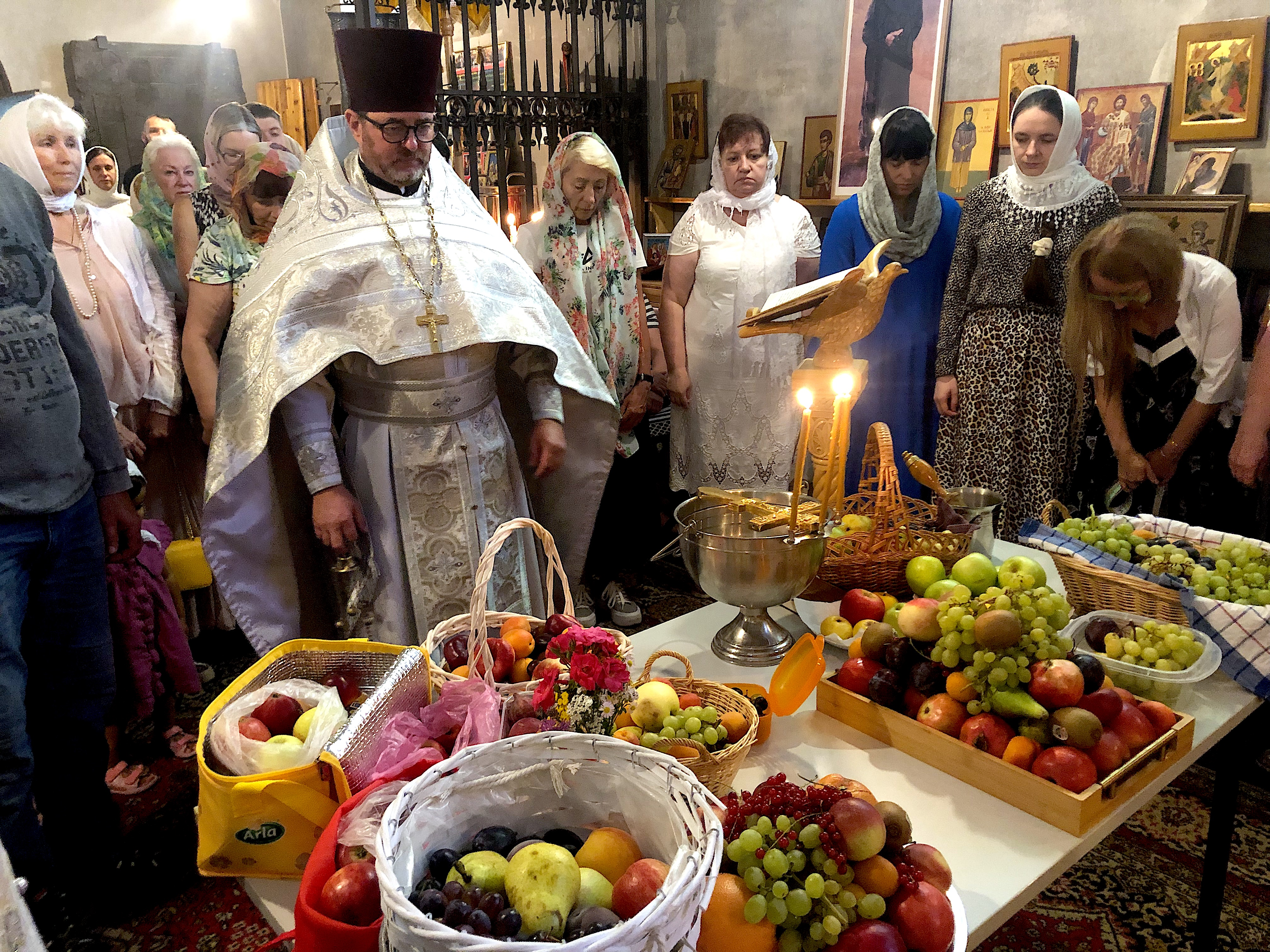
Освящение плодов на праздник Преображения Господня в церкви равноапостольных Константина и Елены (Кёльн, 2025)

Согласно 48-й главе Типикона, в Православной церкви существует запрет на вкушение винограда и большинства других плодов нового урожая до Преображения Господня:
Надо знать о том, что имеем Предание от святых отцов: начиная от праздника Преображения вкушать виноград в тех местах, где он существует. Виноградные гроздья приносим в церковь, и после литургии священник их благословляет: читает молитву на благословение виноградных гроздьев.

Внимание! Если кто из братьев съест виноград раньше праздника Преображения, то за своё непослушание получит запрещение: не есть виноград весь месяц август (то есть до 1 (14) сентября), так как нарушил заповеданный устав, таким образом и все остальные научатся соблюдать устав святых отцов. Это запрещение для тех монастырских братьев (монастырей), где оно существует. Виноград едим три раз в неделю на трапезе: в понедельник, среду и пятницу. Такой устав (запрещение) существует и по отношению к инжиру и к другим плодам, в тех местностях, где они созревают. Данный запрет не распространяется на инжир прошлогоднего урожая, который едим.
В Православной церкви существует обычай приносить виноград, яблоки и другие плоды на праздник Преображения в храм. После литургии совершается каждение плодов, затем священник читает две молитвы из Служебника — «во причащении гроздия (винограда)» и «о приносящих начатки овощей», после чего кропит плоды святой водой, таким образом освящая их.
Поскольку в Древней Руси не было виноградников, то запрет с винограда был перенесён на яблоки, а в отдельных местах, согласно словарю Даля, запрет существовал на все плоды, кроме огурцов.

#### В Католической церкви

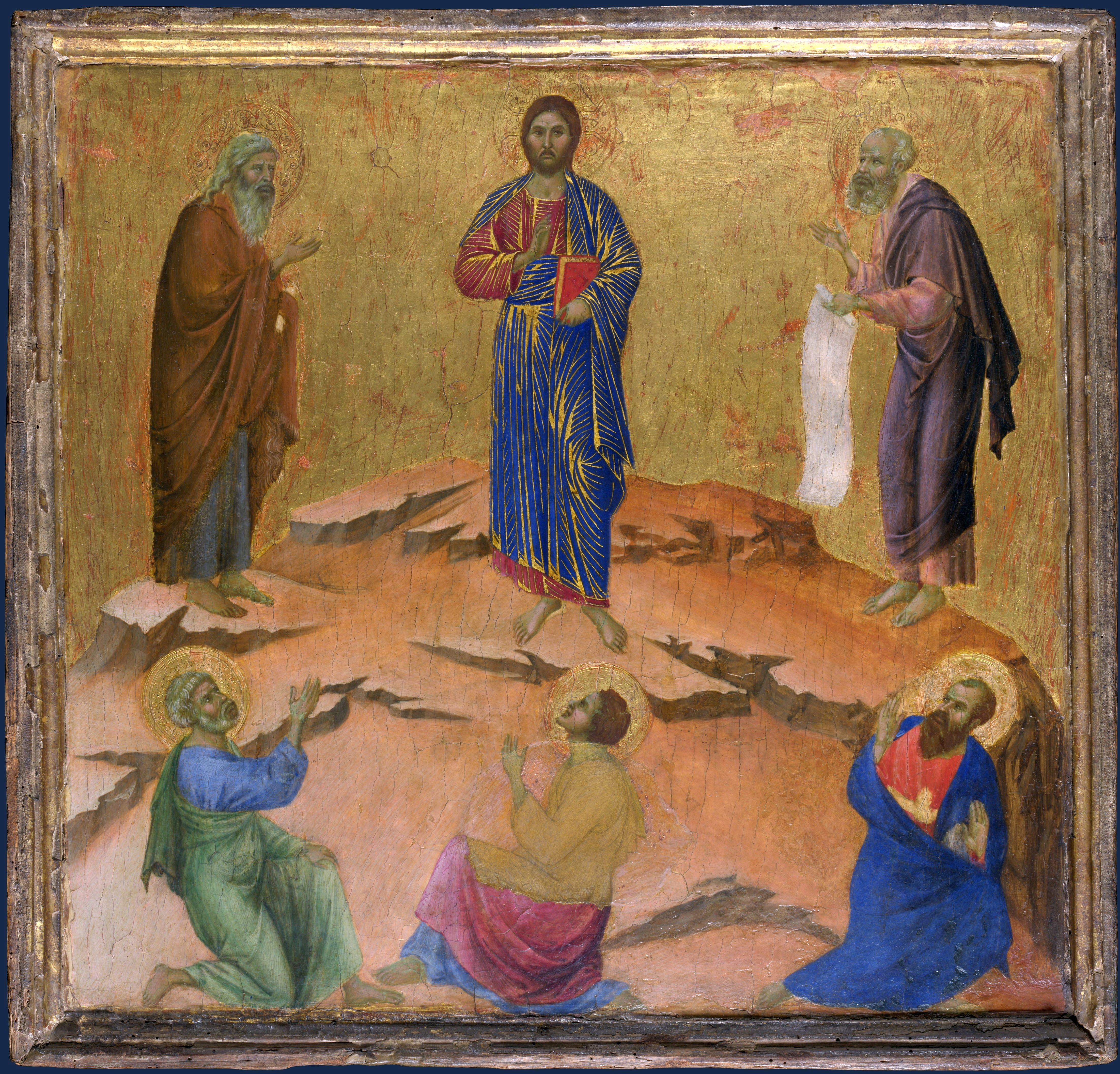
Преображение
(Дуччо ди Буонинсенья, 1308—1311)

В Римско-католической церкви Преображение имеет статус «праздника», более низкий по сравнению с «торжеством». Преображение отмечается 6 августа.
Литургические облачения священников в праздник Преображения — белые, как и в другие праздники, посвящённые Спасителю и Богородице.
Богослужебные молитвы этого дня как описывают события Преображения, так и подчёркивают его символику.
| Входное песнопение    | В облаке светлом Дух Святой явился, и слышен был глас Отца: Сей есть Сын Мой возлюбленный, в Котором Моё благоволение; Его слушайте |
| Коллекта              | Боже, в славном Преображении Единородного Твоего Сына Ты подтвердил тайну веры свидетельством Моисея и Илии и чудесным образом предзнаменовал будущую славу усыновлённых Тобою детей; сподобь нас, рабов Твоих, внимать гласу Возлюбленного Сына Твоего и обрести Его наследие |
| Молитва над Дарами    | Молим Тебя, Господи, освяти преложенные нами дары, чтобы они стали Таинством Единородного Твоего Сына, преобразившегося во славе, и сиянием Его света очистили нас от скверны грехов                                                                                           |
| Причастное песнопение | Когда явится Господь, будем подобны Ему, потому что увидим Его, как Он есть |

#### В Армянской апостольской церкви
Преображение (Вардавар) является одним из главных праздников Армянской апостольской церкви и одним из самых любимых в народе.
По армянскому церковному преданию, св. Григорий Просветитель назначил праздник Преображения на первый день армянского календаря — 1-е число месяца навасард (11 августа). В этот день отмечался языческий праздник, и некоторые его элементы сохранились в обрядах народного празднования Преображения. Так, например, в этот день принято обливать друг друга водой, выпускать голубей и т. д., но Церковь дала этим обычаям христианское толкование как воспоминание о Потопе и о голубе Ноя.
В VI веке католикос Мовсес II (574—604), учитывая, что в эти же августовские дни отмечалось и Успение Богоматери, включил праздник Преображения в пасхальный цикл и назначил его на 7-е воскресенье после Пятидесятницы. Таким образом праздник стал переходящим (от 28 июня до 1 августа).

## Образ Преображения в искусстве

### В художественной литературе
В отличие от других главных христианских праздников, тема Преображения Христова не нашла широкого отражения в художественной литературе. Известно стихотворение «На день Преображения Господня» святителя Филарета (Дроздова). Стихи о Преображении Господнем и августовских праздниках писали Александр Блок «Преображение» (1901), Иван Мятлев «Наш Спаситель…», Сергей Ширинский-Шихматов «На Преображение Господне» (1823). Ретроспектива исторических сюжетов связанным с праздником Преображения представлена в стихотворении Александра Городницкого «19 августа» (1996). Преображение зачастую лишь только упоминается в литературных произведениях, но не является их ключевой темой, например, стихотворение «Август» Бориса Пастернака. Среди прозаических произведений русских писателей, описывающих празднование Преображения, «Яблочный Спас» — эпизод романа «Лето Господне» Ивана Шмелёва, рассказ Василия Никифорова-Волгина «Яблоки».

### В изобразительном искусстве
Преображение Господне — один из самых ярких новозаветных сюжетов в церковной и светской живописи. Иконографическая традиция изображать по обе стороны Иисуса двух ветхозаветных пророков Моисея и Илию, а ниже ― апостолов Петра, Иоанна и Иакова появилась в VI веке. Мозаика в конхе апсиды базилики Сант-Аполлинаре-ин-Классе, в Равенне, сохранила следы влияния эллинистического аллегоризма. Христа здесь прообразует расположенный в центре композиции крест, рука ― эмблема Бога Отца, в верхней части композиции, отсылает к строкам евангельского текста о голосе Бога Отца, свидетельствующего об Иисусе (Мф. 17:5). Учеников, свидетелей Преображения: Иакова, Иоанна и Петра прообразуют три белых ягнёнка, смотрящие на крест. А двенадцать агнцев внизу композиции напоминают о двенадцати апостолах. К первой половине VI века относится мозаика в конхе апсиды базилики Преображения Господня монастыря Святой Екатерины, содержащая реалистичные изображения Христа и апостолов. Свидетелям чуда Преображения, Петру, Иакову и Иоанну, в византийских и западных памятниках VI—XII веков усвоены более или менее определённые положения, оттеняющие особенности личных характеров каждого из трёх апостолов.
C XIII―XIV столетий фигуры учеников начинают изображать более эмоционально. На византийских иконах этого времени всю композицию пронизывает движение, динамизм. Ослеплённые Божественным светом апостолы изображаются в резких ракурсах, а иногда даже вниз головами. Этот иконографический тип распространяется, как указание на нетварность света Преображения в ответ на споры о Фаворском свете. Такое расположение фигур закрепилось в каноническом представлении сюжета и было воспринято русскими мастерами. На иконе Преображения Спасо-Преображенский собора Переславля Залесского, в мандорлу вписана пятиконечная звезда, которая образно передает «облако света», указывающее на трансцендентный Источник божественных энергий.
Перенесенная на Запад, византийская схема долго оставалась основным источником вдохновения для западных художников и образцом для подражания (Дуччо ди Буонинсенья и др.). Потребность реалистического изображения действительности приводила мастеров западноевропейского Возрождения к отказу от символического изображения пейзажа. Так на картинах Джованни Беллини, гора Преображения превращается в небольшой, поросший травой холм среди мирной долины.
Человеческая реакция на чудо, на открывшуюся избранным Тайну, становится для художников Возрождения главным содержанием Преображения Господня. На полотне Рафаэля Санти, написанном для алтаря собора Святых Юста и Пастора в Нарбонне, над которым художник работал вплоть до своей смерти в 1520 году, не только апостолы потрясены происходящим и ослеплены ярким светом, но также участниками и свидетелями чуда становятся изображённые в нижней части полотна участники сцены исцеления бесноватого отрока. Это «первое монументальное изображение Преображения Христа, полностью свободное от традиционного иконографического контекста», на многие годы стало источником вдохновения для мастеров позднего возрождения и барокко. Стремительным движением, огромной энергией пронизан образ Преображения на полотнах Тициана и Рубенса.
В русском церковном искусстве отход от византийского канона под влиянием западноевропейской живописи отмечается с середины XVII века. В XVIII веке постепенно проявились и закрепились на долгое время влияния стиля барокко, рококо и классицизма. В XIX веке в церковном искусстве нарастает переход от традиционных иконописных приемов к академическому стилю, над росписями и мозаиками в храмах работают профессиональные художники. Самой известной работой на сюжет Преображения стала написанная в 1807 году в академической традиции картина А. И. Иванова.
Большинство иконописцев конца XX века ― начала XXI века, как правило, используют классическую традицию иконописцев «рублевской эпохи» (XV век) или на более древние византийские образцы.
| Автор                                    | Год                       | Иллюстрация                                  | Материал                        | Техника        | Размеры (см) | Местонахождение               | Музей / Храм                                                                                                   |
| ---------------------------------------- | ------------------------- | -------------------------------------------- | ------------------------------- | -------------- | ------------ | ----------------------------- | --- |
|                                          | вторая четверть VI века   | Мозаика конхи апсиды                         |                                 | Мозаика        |              | Равенна                       | Базилика Сант-Аполлинаре-ин-Классе, мозаики апсиды                                                             |
|                                          | первая половина VI века   | Мозаика конхи апсиды                         |                                 | Мозаика        |              | Южный Синай (мухафаза)        | Монастырь Святой Екатерины, базилика Преображения, мозаика конхи апсиды                                        |
|                                          | XII век—XIII век          | DSCF0814-Karanlik Church-SharpenAI-stabilize |                                 | Фреска         |              | Пещерные поселения Каппадокии | Темная церковь в Гёреме                                                                                        |
|                                          | 1100                      |                                              |                                 | Мозаика        |              | Афины                         | Монастырь Дафни, Кафоликон                                                                                     |
|                                          | 30-е и 40-е года XII века |                                              |                                 | Фреска         |              | Псков                         | Спасо-Преображенский собор Мирожского монастыря, вима собора                                                   |
|                                          | XII век                   |                                              | Дерево                          | темпера        | 41,5 * 159   | Южный Синай (мухафаза)        | Монастырь Святой Екатерины, часть эпистилия, предназначавшегося для алтарной преграды главного храма монастыря |
| Дуччо ди Буонинсенья                     | 1308—1311                 |                                              | Дерево                          | темпера        | 44 * 46      | Лондон                        | Лондонская национальная галерея                                                                                |
| Феофан Грек или художники его мастерской | около 1403 (?)            |                                              | Доска липовая, паволока, левкас | яичная темпера | 184 * 134    | Переславль-Залесский          | первоначально — Спасо-Преображенский собор, ныне — Государственная Третьяковская галерея                       |
| Фра Беато Анджелико                      | 1437—1446                 |                                              |                                 | Фреска         | 181 * 152    | Флоренция                     | Сан-Марко |
| Джованни Беллини                         | около 1455                |                                              | Дерево                          | темпера        | 143 * 68     | Венеция                       | Музей Коррер                                                                                                   |
| Джованни Беллини                         | 1480—1485                 |                                              | Дерево                          | Масло          | 115 * 152    | Неаполь                       | Музей Каподимонте                                                                                              |
| Рафаэль Санти                            | 1516—1520                 |                                              | Дерево                          | темпера        | 405 * 248    | Ватикан                       | Ватиканская пинакотека                                                                                         |
| Тициан                                   | 1560                      |                                              | холст                           | масло          | 240 * 240    | Венеция                       | Церковь Сан-Сальвадор                                                                                          |
| Рубенс, Питер Пауль                      | 1605                      |                                              | холст                           | масло          | 407 * 670    | Нанси                         | Музей изобразительного искусства Нанси                                                                         |
| Иванов, Андрей Иванович                  | 1807—1809                 |                                              | Прессованный картон             | масло          | 83,5 * 155,5 | Санкт-Петербург               | Государственный Русский музей                                                                                  |